# 乌克兰武装部队总参谋部
乌克兰武装部队总参谋部（羅馬化：Heneralnyi shtab Zbroinykh Syl Ukrainy）是乌克兰武装部队的参谋部。它负责监督烏克蘭國防部下属武装部队的作战管理。乌克兰武装部队总参谋长由烏克蘭總統任命，总统为烏克蘭武装部队最高统帅。总参谋部于1991-92年在前苏联武装部队基辅军区总部的基础上创建。